# Baby Can I Hold You
Baby Can I Hold You è una canzone della cantautrice folk statunitense Tracy Chapman, estratta nel 1988 come terzo singolo dell'album Tracy Chapman.
La canzone riuscì a raggiungere la top 50 negli Stati Uniti, a differenza del precedente singolo Talkin' 'bout a Revolution, ma si fermò alla posizione numero 48. Ciò nonostante Baby Can I Hold You è tutt'oggi ricordato come uno dei brani più importanti della carriera di Tracy Chapman.

## Tracce
1. Baby Can I Hold You – 3:16
2. Across the Lines – 3:22

## Classifiche
| Classifiche (1988/1989)          | Posizione più alta |
| -------------------------------- | ------------------ |
| Billboard Hot 100 (Stati Uniti)  | 48                 |
| Adult Contemporary (Stati Uniti) | 19                 |

## Cover e reinterpretazioni
Neil Diamond registrò una cover del brano per l'album del 1989 The Best Years of Our Lives diventando il primo di una lunga serie di artisti che lo hanno reinterpretato.
Anche Chapman in seguito ne registrò una nuova versione in duetto con Luciano Pavarotti nell'album Pavarotti and Friends for Cambodia and Tibet nel 2001. Questo ultimo singolo raggiunse la terza posizione della classifica britannica.

## Versione dei Boyzone
Nel 1997 la boy band irlandese Boyzone pubblicò una cover di Baby Can I Hold You come terzo singolo estratto dall'album Where We Belong. Il singolo, come il precedente Picture of You, raggiunse la seconda posizione della classifica britannica rimanendo nella top 75 per quattordici settimane.

### Tracce
CD Maxi
1. Baby Can I Hold You (7" Edit) – 3:16
2. Shooting Star – 4:13
3. Mystical Experience – 4:10
4. Mystical Experience (Remix) – 4:36

7"
1. Baby Can I Hold You (7" Edit) – 3:16
2. Shooting Star – 4:13

### Classifiche
| Classifiche (1997) | Posizione più alta |
| ------------------ | ------------------ |
| Svizzera           | 17                 |
| Austria            | 39                 |
| Francia            | 26                 |
| Paesi Bassi        | 43                 |
| Belgio             | 31                 |
| Svezia             | 12                 |
| Finlandia          | 15                 |
| Nuova Zelanda      | 11                 |
| Regno Unito        | 2                  |